# Coronado (São Romão e São Mamede)
Coronado (São Romão e São Mamede) (oficialmente: União das Freguesias de Coronado (São Romão e São Mamede)) é uma freguesia portuguesa do município de Trofa, com 10,98 km² de área e 9104 habitantes (censo de 2021). A sua densidade populacional é 829,1 hab./km².
As povoações de São Romão e São Mamede foram unificadas em 24 de julho de 1997 tendo a povoação resultante sido elevada à categoria de vila com a designação de Vila do Coronado. A sede da freguesia situa-se atualmente na Vila do Coronado.

## História
A União das Freguesias de Coronado (São Romão e São Mamede) foi constituída em 2013, no âmbito de uma reforma administrativa nacional, pela agregação das antigas freguesias de São Romão do Coronado e São Mamede do Coronado.
Dizem alguns autores que o nome Coronado terá aparecido por aqui se ter sepultado um soldado romano de nome Corona. A tradição oral refere a existência de um cemitério romano ladeado por um rio, o rio Mamôa. Poderá ser, também, a consagração de um certo tipicismo geográfico (aldeia em forma de coroa - "coronna").[carece de fontes?]

## Demografia
A população registada nos censos foi:
| Distribuição da População por Grupos Etários | Distribuição da População por Grupos Etários | Distribuição da População por Grupos Etários | Distribuição da População por Grupos Etários | Distribuição da População por Grupos Etários | Distribuição da População por Grupos Etários |
| -------------------------------------------- | -------------------------------------------- | -------------------------------------------- | -------------------------------------------- | -------------------------------------------- | -------------------------------------------- |
| Antes da agregação                           |                                              |                                              |                                              |                                              |                                              |
| Ano                                          | 0-14 anos                                    | 15-24 anos                                   | 25-64 anos                                   | >= 65 anos                                   | Total                                        |
| 2001                                         | 1533                                         | 1244                                         | 4531                                         | 895                                          | 8203                                         |
| 2011                                         | 1572                                         | 1080                                         | 5320                                         | 1147                                         | 9119                                         |
| Após a agregação                             |                                              |                                              |                                              |                                              |                                              |
| Ano                                          | 0-14 anos                                    | 15-24 anos                                   | 25-64 anos                                   | >= 65 anos                                   | Total                                        |
| 2021                                         | 1238                                         | 1052                                         | 5128                                         | 1686                                         | 9104                                         |

## Infraestruturas e Associações
- Estação dos CTT (4745 Coronado)
- Escola EB 2,3
- 4 Escolas 1.º Ciclo do Ensino Básico com Jardim de Infância
- 2 Farmácias
- Extensão de São Romão do Coronado (USF) do Centro de Saúde da Trofa
- FC São Romão
- Rancho Folclórico de São Romão do Coronado
- Rancho Folclórico do Divino Espírito Santo
- ADAPALNOR- Defesa do Ambiente e do Património do Litoral Norte (Sede em Mendões-Coronado)
- ASCOR - Centro de Dia do Coronado
- APVC - Associação para a Proteção do Vale do Coronado
- Agrupamento Juventude em Força (Zés P'reiras)
- Grupo de Jovens São Romão do Coronado
- Grupo Paroquial Jovens Unidos
- Grupo Columbófilo de São Romão do Coronado
- Agência Bancária do Banco Santander Totta
- Quinta de São Romão, ponto de interesse da vila, onde se situam os Paços da Freguesia.
- Escolas de Condução
- Indústria
- Comércio
- Estação Ferroviária de São Romão
- Equipa de BTT Coronado Bike Team
- Agrupamento 635 de escuteiros[6]

## Santeiros
Os santeiros da Trofa são célebres, sendo as esculturas de vários artistas uma referência, sobretudo do Coronado, onde sobressaem os nomes dos artesãos Manuel Thedim e Avelino Vinhas, entre outros ateliês de arte sacra.
Contudo, o Santeiro com mais destaque é sem dúvida José Thedim, escultor da imagem de Nossa Senhora de Fátima, que se encontra na capelinha das aparições, no Santuário de Fátima.
José Thedim nasceu em S. Mamede do Coronado em 1892 e aí morreu em 1971. Assim como seu pai e irmãos, José Thedim ganhou o gosto pela escultura.
As suas estátuas primavam pela exuberância, sendo o único, da sua época, a moldar, a desenhar e a fazer. Seria esse profissionalismo que levaria a Igreja a escolher Thedim para talhar a figura de Nossa Senhora de Fátima.
Sem figura para assinalar o 13 de Maio, o Santuário encomendou uma imagem à Casa Fânzeres, de Braga, que a confiou a Thedim. Mas o contacto não terá sido casual, já que Thedim era amigo do antigo pároco de S. Mamede, e o bispo de Leiria, na época das Aparições, era de S. Pedro de Fins.
Escolhido o santeiro, Thedim foi levado até à irmã Lúcia para recolher dados para o trabalho. Acabada a obra, com um metro e três centímetros de altura, a imagem seguiu para o Santuário, e foi benzida pelo pároco de Fátima a 13 de Maio de 1920, e a 13 de Junho foi colocada na Capelinha das Aparições.
A partir daí o trabalho de Thedim internacionalizou-se a tal ponto que, em 1931, Pio XI atribuiu-lhe o título de Comendador da Santa Sé.
Incansável, o escultor criou, em 1947, a Virgem Peregrina, seguiu-se S. João de Deus, “Pietà”, várias homenagens e um pedido especial do antigo presidente norte-americano, Eisenhower, que lhe encomendou uma “Santane de Beauprais”.
Hoje, a obra de Thedim está espalhada por galerias, igrejas, mosteiros e conventos de todo o Mundo.